# Gunung Loser (berg i Indonesien)
Gunung Loser är ett berg i Indonesien.   Det ligger i provinsen Aceh, i den västra delen av landet, 1 500 km nordväst om huvudstaden Jakarta. Toppen på Gunung Loser är 3 388 meter över havet, eller 372 meter över den omgivande terrängen. Bredden vid basen är 4,3 km.
Terrängen runt Gunung Loser är huvudsakligen bergig, men åt nordost är den kuperad. Runt Gunung Loser är det glesbefolkat, med 20 invånare per kvadratkilometer. Det finns inga samhällen i närheten. I omgivningarna runt Gunung Loser växer i huvudsak städsegrön lövskog.